# Гайморит
Гаймори́т (лат. haimoritis) — один із найпоширеніших видів синуситу, запалення слизової оболонки гайморової порожнини.
Гайморит виникає як ускладнення при гострому нежиті, грипі, кору, скарлатині та деяких інших інфекційних захворюваннях.
Гайморова пазуха відноситься до придаткових пазух носа — утворень у вигляді невеликих печерок, що мають зв'язок з порожниною носа.

## Причини і чинники виникнення і розвитку гаймориту
Основною причиною виникнення гаймориту є інфекція — бактерії або віруси, що проникають у гайморову пазуху через порожнину носа або через кров і спричинюють запальний процес.
Чинники, що сприяють виникненню гаймориту:
- Стан, який порушує дихання носом: викривлення носової перегородки, вазомоторний риніт, гіпертрофічний риніт (збільшення носових раковин), у дітей — гіпертрофія аденоїдів, алергічні захворювання носа;
- Порушення імунітету, до яких приводять тривалі хронічні захворювання, алергічні стани тощо;
- Невчасне або неправильне лікування звичайної застуди, ГРЗ, риніту, що спричинюють як ускладнення гайморит;
- Природжені порушення розвитку анатомічних структур носової порожнини.

## Перебіг захворювання: симптоми і ускладнення
За перебігом розрізняють гострий, підгострий і хронічний гайморит.
До проявів гострого гаймориту належать:
- З'являються неприємні відчуття в носі та навколоносовій області, які поступово наростають. Біль — менш виражений вранці, але ближче до вечора наростає. Поступово біль «втрачає» локалізацію і у пацієнта починає боліти «в цілому» голова. Якщо процес односторонній, то біль є з одного боку.
- Ускладнення носового дихання. У хворого «закладений» ніс. Голос набуває гугнявий відтінок. Як правило, закладено обидві половини носа. Ускладнення носового дихання постійне або з невеликими полегшеннями. Можливе поперемінне закладання правої і лівої половин носа.
- Нежить. У більшості випадків у хворого спостерігається слизові (прозорі, при т. зв. катаральному гаймориті) або гнійні (жовті, зелені, при т. зв. гнійному гаймориті) виділення з носа. Цього симптому може і не бути, якщо сильно закладений ніс, оскільки ускладнений відтік з пазухи.
- Підвищення температури тіла до 38 °C і вище. Як правило, цей прояв спостерігається при гострому гаймориті. При хронічному процесі температура тіла підвищується дуже рідко.
- Загальне нездужання хворого. Це виражається стомлюваністю, слабкістю, пацієнти відмовляються від їжі, у них порушується сон тощо.

При підгострому і хронічному гаймориті зазначені ознаки виражені значно слабше.
Хронічний гайморит іноді перебігає приховано, може ускладнитися сепсисом. Найнебезпечніше, що може спричинити хронічний гнійний гайморит, — гнійний менінгіт і навіть абсцес головного мозку. Крім того, є небезпека виникнення таких захворювань, як міокардит, ураження нирок, тощо.

## Діагностика і лікування гаймориту
Діагноз «гайморит» ставиться на основі клінічних даних і результатів рентгенографії та / або комп'ютерної томографії придаткових пазух носа.
Лікування гострого гайморита — консервативне, хронічного — часто хірургічне.